# Paul Orndorff
Paul Parlette Orndorff (født 29. oktober 1949, død 12. juli 2021) var en amerikansk wrestler, der er mest kendt for sit arbejde i World Wrestling Federation og World Championship Wrestling, hvor han wrestlede under ringnavnet "Mr. Wonderful" Paul Orndorff. Han blev indsat i WWE Hall of Fame i 2005. 
Paul Orndorff skrev kontrakt med World Wrestling Federation i 1983, og i 1985 deltog han i den første udgave af WrestleMania, hvor han sammen med Roddy Piper mødte Hulk Hogan og Mr. T i showets main event. Han udfordrede Hulk Hogan for hans VM-titel adskillige gange i løbet af de næste par år, inden han holdt en lang pause pga. skader. Orndorff gjorde comeback, og i 1992 skrev han kontrakt med World Championship Wrestling, hvor han wrestlede indtil 1995, hvor han stoppede karrieren. Efter karriens ophør trænede han andre wrestlere. 